# Pees (samengevlochten draden)

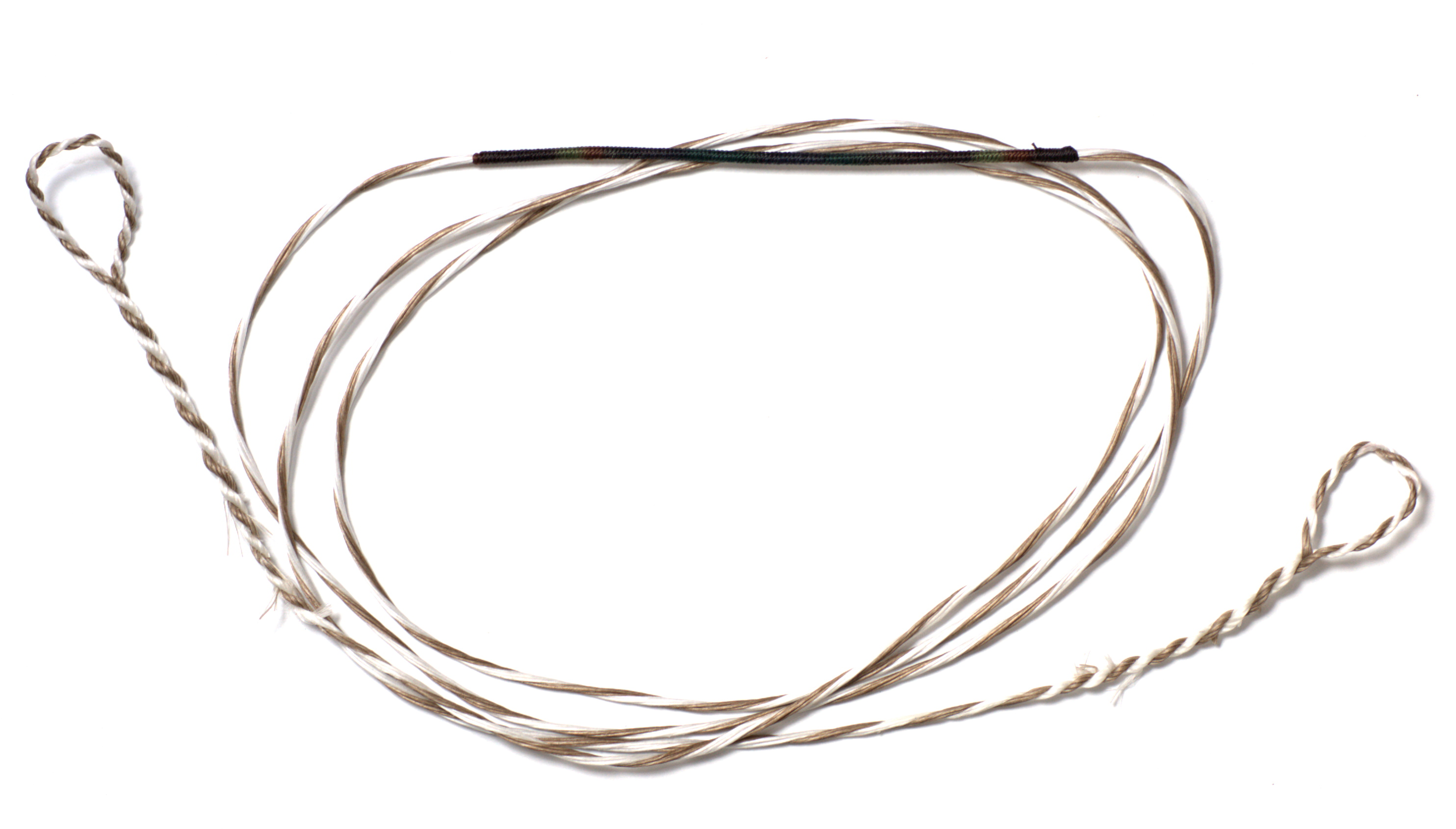
Gedraaide Vlaamse pees

Een pees of boogpees  is het touwachtige deel van een boog- of spanwapen (handboog, kruisboog, etc.) dat de potentiële energie van de boog overbrengt op de pijl.
Een boogpees bestaat uit de eigenlijke pees, die vaak uit meerdere strengen bestaat, en twee lussen aan de uiteinden waar de pees aan de boog wordt bevestigd. De lussen en het middendeel van de pees waar de pijl tegenaan komt worden meestal met wikkelingen van wikkelgaren beschermd tegen vroegtijdige slijtage.

## Werking
Als een gespannen en geladen boogwapen schiet bewegen de boogarmen naar voren, waarbij deze de boogpees met projectiel meetrekken. De potentiële mechanische energie van de twee boogarmen samen wordt op het midden van de pees omgezet in kinetische energie, waarbij de peessnelheid exact twee keer zo groot is als de snelheid van de twee boogarmen. Het projectiel dat zich voor de pees bevindt schiet dan met hoge snelheid naar voren. Als de pees niet verder naar voren kan bewegen trekt de traagheid van de boogarmen de pees strak, waarna het maximaal versnelde projectiel van de pees loskomt en het boogwapen verlaat.
Het materiaal waaruit de pees bestaat en het gewicht hiervan spelen een grote rol bij de overdracht van de energie van de boogarmen aan het projectiel. Dunnere pezen en lichter materiaal verhogen de snelheid van de pees en dus ook van het projectiel. Een 20 grein (circa 1,3 gram) lichtere pees verhoogt de luchtsnelheid van het projectiel met 0,3 m/s. Bij gelijksoortige boogwapens is met de keuze van de pees dus de meeste snelheidswinst te behalen.

## Materiaal
Vroeger werden allerlei natuurlijke materialen gebruikt voor de vervaardiging van de boogpees, waaronder plantaardige vezels als vlas, hennep, brandnetel, ramie, katoen, kapok, bamboe en zelfs houtspaanders. Er werden ook wel dierlijke producten gebruikt, zoals dierpees, huid, darm, zijde, paardenhaar en vrouwenhaar. Op historische boogwapens worden deze historische pezen nog vaak gebruikt. 
Heden wordt meestal de polyestervezel Dacron als boogpees gebruikt. Voor moderne wedstrijd-compoundbogen wordt vrijwel altijd een zeer lichte en nauwelijks rekbare kunststofvezel gebruikt.

## Gebruik
Onderstaande boogwapens en sportartikelen gebruiken (boog-)pezen:
- Handboog: longbow, flatbow, composietboog, recurveboog,  compoundboog, yumi
- Kruisboog
- Kruisboogpistool

Ook alle tweearmige katapults gebruiken pezen:
- Spangeschut: gastraphetes, oxybeles
- Torsiegeschut: euthytone, palintone, ballista, scorpio, cheiroballistra